# Bruto Brivonesi
Ne doit pas être confondu avec Bruno Brivonesi, amiral et frère de Bruto Brivonesi
Bruto Brivonesi (Ancône, 22 novembre 1888 - Rome, 1er juin 1979) était un amiral italien. 
Officier décoré, il a participé à la guerre italo-turque, à la Première Guerre mondiale et à la Seconde Guerre mondiale. Son frère, Bruno Brivonesi, était également amiral.

## Biographie
Né à Ancône le 22 novembre 1888, fils de Benedetto et Ida Costanzi, il entre en 1905 à l'Académie royale navale de Livourne d'où il sort avec le grade d'enseigne (guardiamarina) le 1er mars 1909. Promu sous-lieutenant de vaisseau (sottotenente di vascello) le 29 août 1911, il participe à la guerre italo-turque embarqué sur le cuirassé Sardegna. Promu lieutenant de vaisseau (tenente di vascello) le 1er janvier 1915, il participe à la Première Guerre mondiale à partir du 24 mai, d'abord dans diverses unités de surface, dont le cuirassé Regina Elena, puis comme commandant d'un groupe d'artillerie de la brigade "Marina". Il s'est particulièrement distingué lors des combats de Cortellazzo (juillet 1918), et sur le bas Piave (octobre 1918), recevant deux médailles de bronze de la valeur militaire et une croix du Mérite de la guerre pour sa bravoure et sa ténacité lors des combats sur le front italien.
Après la fin de la guerre, il commande plusieurs torpilleurs, est promu capitaine de corvette (capitano di corvetta) le 1er juillet 1922 et devient commandant en second du croiseur colonial Campania. Le 30 juillet 1926, il devient capitaine de frégate (capitano di fregata) et prend successivement le commandement des destroyers Rosolino Pilo, Daniele Manin et Insidioso. Avant de prendre le commandement du navire-école Cristoforo Colombo en mars 1930, il est chef d'état-major de la 1re division de torpilleurs. Après le débarquement, il passe une courte période à terre au ministère de la Marine et au commandement des écoles de l'équipage maritime royal de la base navale de Varignano (La Spezia) Le 1er novembre 1932, il est promu capitaine de vaisseau (Capitano di vascello) et devient chef d'état-major de la 1re escadre navale puis, de 1934 à 1936, commandant du croiseur lourd Bolzano.
Le 1er janvier 1937, il est promu au grade de contre-amiral (contrammiraglio), destiné à travailler au ministère en tant que membre et secrétaire aux affaires militaires du Consiglio superiore di Marina (Conseil supérieur de la marine). En septembre 1938, il devient commandant de l'Académie navale de Livourne, poste qu'il occupe jusqu'en août 1939. Le même mois, il retourne au ministère et y reste jusqu'en avril 1940. 
Lorsque le royaume d'Italie entre dans la Seconde Guerre mondiale le 10 juin, il devient commandant (comandante) de la 5e division navale, conservant également pendant quelques mois le poste de chef d'état-major du 1er escadron. Sous le commandement de la 5e division navale, il participe à de nombreuses missions, dont la bataille de Punta Stilo, où il reçoit une médaille d'argent pour sa valeur militaire. Il quitte le commandement de la division en novembre 1941 et prend le poste d'inspecteur des navires anti-sous-marins au Commandement supérieur des opérations navales (Supermarina). Il conserve ce commandement jusqu'en avril 1943, date à laquelle, le 10 du même mois, il prend le commandement de la Circonscription ionienne et de la Basse Adriatique.
Le 7 septembre 1943, il assiste à une réunion tenue à l'état-major de la Regia Marina à Rome, en présence du chef d'état-major Raffaele de Courten, où il est informé de la proclamation imminente de l'armistice avec les Anglo-Américains.
Au lendemain de l'armistice de Cassibile du 8 septembre 1943, il imposa la discipline la plus stricte à ses subordonnés dans tous les commandements relevant de sa juridiction, allant jusqu'à mettre en état d'arrestation le contre-amiral Giovanni Galati qui refusait de remettre ses navires aux Alliés. Pour son comportement à cette occasion, il fut décoré de la croix d'officier de l'ordre militaire d'Italie. 
Après l'armistice, il occupe les postes de sous-chef d'état-major de la Regia Marina, de secrétaire général de la Regia Marina, d'inspecteur des forces navales du 1er octobre 1946 au 4 avril 1947, et de commandant des forces navales de la Marine du 5 avril 1947 au 18 décembre 1948. 
En septembre 1951, il quitte définitivement le service actif et, du 25 juillet 1950 au 31 janvier 1960, il est président de la Ligue navale italienne. Il est décédé à Rome le 1er juin 1979.

## Distinctions honorifiques
- Chevalier de l'ordre militaire de Savoie

-- Arrêté royal du 24 août 1942
 - Officier de l'ordre militaire d'Italie 

-- Décret présidentiel du 24 novembre 1947
 - Médaille d'argent de la valeur militaire

-- Commandant d'une division de cuirassés, alors que le 9 juillet 1940 il menait ses unités au combat avec bravoure et esprit d'agression, que son navire amiral était touché par un tir de gros calibre, il garda sa place en formation, évitant aux Forces Navales déployées dans la bataille la conséquence d'une efficacité réduite et donna un exemple admirable de calme et de mépris du danger. Méditerranée centrale, 9 juillet 1940.

-- D.L. 12 avril 1946 
 - Médaille de bronze de la valeur militaire

--  En tant que commandant d'un groupe d'artillerie de petit calibre, il a constamment fait preuve d'un mépris du danger et d'une rare habileté, maintenant toujours ses armes au maximum de leur efficacité et entretenant l'enthousiasme de ses employés, alors que ses batteries étaient presque continuellement soumises à de violents tirs ennemis. Cortellazzo, juin-juillet 1918.

-- D.L. 22 décembre 1918
 - Médaille de bronze de la valeur militaire

--  Commandant un groupe de batteries 76/17, il a continué à tirer sans varier la cadence de tir bien qu'il ait été soumis à un tir intense de gaz qui a duré plus de trois heures. A la demande du commandement de la ligne d'infanterie, il a commencé à faire un tir direct sur un groupe de mitrailleuses ennemies. Basse vallée du Piave, 30 octobre 1918'.

--  D.L. 18 maggio 1919
 - Croix du Mérite de la guerre (2ª concessione)
 - Chevalier de l'ordre des Saints-Maurice-et-Lazare
 - Officier de l'ordre des Saints-Maurice-et-Lazare

-- R.D. 1º giugno 1930
 - Commandeur de l'ordre des Saints-Maurice-et-Lazare

-- 16 janvier 1941
 - Chevalier de l'ordre de la Couronne d'Italie
 - Officier de l'ordre de la Couronne d'Italie

-- R.D. 25 ottobre 1934
 - Grand officier de l'ordre de la Couronne d'Italie
 - Chevalier grand-croix de l'ordre du Mérite de la République italienne

-- 2 juin 1953

## Publications
- I miei 46 anni di vita nella Marina Militare (1911-1946)(Mes 46 ans de vie dans la marine), non publié

## Sources
- (it) Cet article est partiellement ou en totalité issu de l’article de Wikipédia en italien intitulé « Bruto Brivonesi » (voir la liste des auteurs).

## Note
1. ↑  Le 1er septembre 1939, il est promu au rang de contre-amiral (ammiraglio di divisione).
2. ↑  Il était commandant de la 5e division navale, composée des cuirassés Duilio et Andrea Doria, du 25 avril 1940 au 7 novembre 1941.
3. ↑  Au cours de cette mission, il est élevé au rang d'amiral d'Escadre (ammiraglio di squadra) le 1er janvier 1943. Jusqu'en 1942, il est également membre ordinaire du comité de conception des navires, membre ordinaire du comité de conception des armes navales et membre ordinaire du comité supérieur de coordination des projets techniques.
4. ↑  Avec lui, la réunion a été suivie par le chef d'état-major amiral Luigi Sansonetti, le chef adjoint amiral Carlo Emanuele Giartosio, le secrétaire général de la Regia Marina l'amiral Emilio Ferreri, Chef des opérations l'amiral Massimo Girosi, et les amiraux Carlo Bergamini, Alberto Da Zara, Edoardo Somigli, Antonio Legnani, Giotto Maraghini, Ferdinando Casardi et Emilio Brenta.
5. ↑  C'est ainsi que l'événement est décrit: Le contre-amiral Giovanni Galati, commandant d'un groupe de croiseurs, refuse de se rendre. Il déclare qu'il va naviguer vers le Nord, ou chercher une bataille finale, ou se couler lui-même. Mais se rendre aux Anglais à Malte, jamais. L'amiral Brivonesi, son supérieur, tente d'abord de le convaincre d'obéir aux ordres du roi, auquel il a prêté serment ; puis, ayant échoué, il débarque Galati et le met en état d'arrestation dans une forteresse. De cette façon, l'amiral Da Zara pourrait être le premier à partir avec les croiseurs Duilio et Doria et il serait aussi le premier à entrer à La Valette, avec la brosse noire du deuil sur ses mâts de drapeau. de archiviostorico.corriere.it